# Cat's Eye
Pour les articles homonymes, voir Cat's Eye (homonymie).
Cat's Eye (キャッツ♥アイ, Kyattsu Ai, littéralement « Œil de chat ») est un manga de Tsukasa Hōjō. Il a été prépublié dans le magazine Weekly Shōnen Jump entre 1981 et 1985 et a été compilé en un total de dix-huit volumes. Il a été publié en français aux éditions Tonkam, dans une édition de 10 volumes. À partir de janvier 2008, Panini Comics propose l'édition de luxe, en 15 volumes. 
Une adaptation en série télévisée d'animation de deux saisons de 36 et 37 épisodes produites par Tokyo Movie Shinsha a été diffusée entre juillet 1983 et juillet 1985 sur la chaine NTV. En France, elle a été diffusée sous le titre Signé Cat's Eyes.
Une suite alternative nommée Cat's Ai (キャッツ・愛, Kyattsu Ai, avec le kanji 愛 signifiant amour) a été prépubliée entre octobre 2010 et février 2014 dans le magazine Monthly Comic Zenon. Cette série est dessinée par Asai Shingo. La version française est publiée par Panini Manga depuis juillet 2013.

## Histoire
Les sœurs Chamade tiennent un café durant la journée, le Cat's Eyes, et se transforment en voleuses la nuit. Mais ce ne sont pas des voleuses ordinaires. En effet, elles ne volent que les pièces ayant appartenu à leur père, un artiste allemand du nom de Michael Heintz, disparu sans laisser de traces plusieurs années auparavant, pendant la période trouble de la Seconde Guerre mondiale. Elles pensent qu'en réunissant toute la collection de leur père, elles pourront le retrouver. Elles annoncent toujours leur intention de venir chercher une œuvre d'art en envoyant une carte signée Cat's Eye, et en précisant la date et l'heure du larcin, qu'elles effectuent avec une certaine classe. Leur adversaire principal est l'inspecteur Quentin Chapuis, dont le seul but est d'attraper « Cat's », mais qui est aussi le fiancé de Tam Chamade. Quoi qu'il fasse, il n'arrive jamais à les attraper.

## Personnages
- Cylia Chamade (来生 泪, Rui Kisugi?)

C'est l'aînée des sœurs et aussi le cerveau stratégique du groupe. Elle est très réfléchie, mais elle n'en est pas moins amusante.
- Alexia « Alex » Chamade (来生 愛, Ai Kisugi?)

C'est la benjamine et la plus enjouée des trois sœurs. Elle est le cerveau de la mécanique. Elle n'apparaît pas très souvent dans les larcins au départ, mais peu à peu ses sœurs lui font davantage confiance pour les missions (elle est censée avoir 14 ans au début de l'histoire).
- Tamara « Tam » Chamade (来生 瞳, Hitomi Kisugi?)

C'est en quelque sorte l'héroïne de ce manga, c'est la sœur qui commet les vols. C'est la cadette de la fratrie. Elle est un peu romantique et s'inquiète toujours pour l'inspecteur Quentin, dont elle est amoureuse.
- Quentin Chapuis (内海 俊夫, Toshio Utsumi?)

Quentin est l'inspecteur qui fréquente Tam. C'est un très beau jeune homme  sérieux et honnête car il ne supporte pas l'injustice, mais manque sérieusement de jugement pour ne pas voir la double identité de sa dulcinée. Il est maladroit, irréfléchi et ne sait pas exprimer ses sentiments. Cylia lui donnera des conseils sur ce point. Bien qu'il veuille épouser Tam, il a juré que cela ne se ferait pas tant qu'il n'aura pas attrapé Cat's Eye (il a néanmoins fait le premier pas en lui proposant de se fiancer). Il est très têtu et entre constamment dans des batailles verbales contre son chef. Il se plaint à plusieurs reprises qu'il est mal payé et est tout le temps fauché. Il fume et boit à l'occasion. Un jour, il finira par comprendre que le trio ne vole pas seulement pour l'argent et tombera sous le charme de Cat's Eye sans savoir que c'est Tam.
- Odile Asaya (浅谷 光子, Mitsuko Asatani?)

Collègue de Quentin au caractère assez froid et posé. Au début de l'histoire, elle comprend que Tam, Sylia et Alex sont les Cat's Eyes. Elle leur causera bien des ennuis.
- M. Durieux (永石 定嗣, Sadatsugu Nagaishi?)

Cet homme était un ami du père des Cat's Eye. C'est la raison pour laquelle il les aide à voler la collection de Heintz en leur fournissant plans et autres renseignements.
- Le Chef (M. Bruno)

Supérieur de Quentin, souvent trop confiant, il alterne entre paternalisme et fureur chaque fois que lui et son équipe se font berner.

## Adaptations
- Signé Cat's Eyes (1983-1985), série d'animation japonaise réalisée par Yoshio Takeuchi et Kenji Kodama.
- Cat's Eye (1988), téléfilm japonais diffusé le 23 juillet 1988 sur Nippon TV, avec, dans les rôles des trois sœurs : Yū Hayami, Risa Tachibana et Mie (Mitsuyo Nemoto du duo Pink Lady).
- Cat's Eye (1997), film japonais sorti le 30 août 1997 au Japon, avec Yuki Uchida dans le rôle de Ai/Alex, et Norika Fujiwara dans le rôle de Rui/Cylia.
- Cat's Eyes (2012), pièce de théâtre produite au Japon par Tamon Andrew Niwa (丹羽多聞アンドリウ?) avec les idoles Maasa Sudō, Maimi Yajima et Mai Hagiwara dans le rôle des trois sœurs[5].
- Lupin III vs. Cat's Eye (2023), film d'animation japonais produit par TMS Entertainment avec Kanichi Kurita, Akio Otsuka, Daisuke Namikawa dans les rôles principaux. Il est réalisé à l'occasion des 50 ans de la série Lupin III et aux 40 ans de la série Signé Cat's Eyes.
- Cat's Eyes (2024), série télévisée française en prises de vues réelles dont la diffusion débute le 6 novembre 2024, avec Camille Lou, Constance Labbé et Claire Romain dans le rôle des sœurs Chamade[6],[7].
- Cat's Eye (2025), nouvelle adaptation en série d'animation, réalisée par Sueda Yoshifumi, avec les voix de Mikako Komatsu, Ami Koshimizu et Yumiri Hanamori[8].

## Anecdotes
Dans le manga City Hunter à l'épisode 10, le début met en scène une voleuse conforme à Cat's Eye. Par la suite, la voleuse et Kaori portent les tenues des Cat's Eye pour s'enfuir. Dans ce dernier manga et Angel Heart, du même auteur, le café tenu par Umibôzu se nomme Cat's Eye.
Dans le film Nicky Larson Private Eyes, les trois sœurs Chamade font une apparition. On y apprend au passage qu'elles sont les propriétaires du café Le Cat's Eye, tenu par Mammouth et Mimi.
Dans le premier tome de Sentaï School, dans le premier épisode, les Cat's Eyes apparaissent sur une case. Ironiquement, le directeur de l'école leur demande si elles n'ont pas vu de voleurs...
Dans le manga Girls Bravo, un épisode hors série, intitulé les ghost rabbits fait référence à trois voleuses d'œuvres d'art, représentées ici par les trois filles principales de ce manga, cherchant à récupérer et reconstituer le trésor ayant appartenu à leur père, référence directe à Cat's Eye.
Dans l'épisode 3 de la saison 2 de Ghost in the Shell: Stand Alone Complex, le Major Motoko Kusanagi se fait passer pour un cambrioleur appelé Cash eye, qui indique la date et l'heure de son prochain cambriolage.
Le nom japonais de l'héroïne Hitomi (Tam en français) veut dire « œil », ce qui souligne le titre du manga Cat's Eye qui signifie « œil de chat » illustrant le fait que c'est elle qui commet les vols. Dans remake Cat's Ai ce jeu de mots sur le titre est réutilisé. Ai signifiant à la fois « amour » et fait directement référence à la benjamine des sœurs Chamade : Ai (Alexia en français), qui se trouve être le personnage principal de cette suite.